# Reichenbach am Heuberg
Reichenbach am Heuberg – miejscowość i gmina w Niemczech, w kraju związkowym Badenia-Wirtembergia, w rejencji Fryburg, w regionie Schwarzwald-Baar-Heuberg, w powiecie Tuttlingen, wchodzi w skład związku gmin Heuberg. Leży w Jurze Szwabskiej, w Parku Natury Górnego Dunaju, nad Untere Bära, ok. 17 km na północ od Tuttlingen.